# Рената Плиш
Рената Плиш (на полски: Renata Pliś; род. 5 февруари 1985) е полска лекоатлетка, състезаваща се в средни дистанции на 800, 1500 и 3000 m.
През 2012 г. е избрана за най-добър спортист на Войводство Западнопоморско в плебисцита на Куриер Шчечински и ТВП Шчечин.